# Rosa Campbell Praed

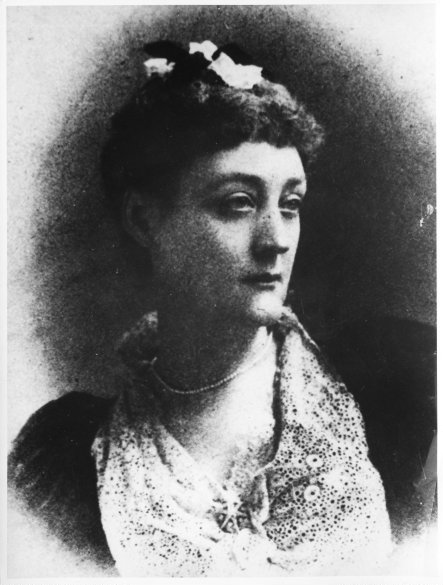
Rosa Campbell Praed (ca. 1895)

Rosa Campbell Praed (* 27. März 1851 in Bromelton, Queensland; † 10. April 1935 in Torquay, Devon) war eine australische Schriftstellerin mit britischen Wurzeln.

## Leben

### Jugend und Familie
Praed war eine Tochter des englischen Einwanderers Thomas Murray-Prior (1819–1892) und dessen erster Ehefrau Mathilda Harpur. Sie wuchs in der Scenic Rim Region auf, wo ihr Vater mehrere Poststationen beaufsichtigte. Ihre Großmutter lehrte sie Lesen und Schreiben, da sie durch den abgelegenen Wohnort kaum die Möglichkeit hatte, regelmäßig eine Schule zu besuchen.
Als Gast ihres Vaters machte sie die Bekanntschaft von Arthur Campbell Praed, einem Neffen des Lyrikers Winthrop Mackworth Praed. Am 29. Oktober 1872 heiratete sie Arthur Praed und hatte mit ihm vier Kinder: Maud, Bulkley, Humphrey und Geoffrey. Die erste Zeit lebte sie mit ihrem Ehemann auf dessen Farm auf Curtis Island (heute ein Teil des Curtis-Island-Nationalparks).

### Wirken
Als die Familie Praed 1876 ihren Betrieb aufgeben musste, ging die Familie nach Großbritannien. Bis auf einen Aufenthalt 1894/95 blieb Praed bis an ihr Lebensende in England. Dort begann sie auch zu schreiben und konnte bereits 1880 mit ihrem Werk An Australian Heroine erfolgreich als Autorin debütieren. Nach einigen mehr oder minder provisorischen Aufenthalten u. a. in Northamptonshire ließ sie sich endgültig in London nieder. Das Ehepaar trennte sich nach einiger Zeit, ließ sich aber nicht scheiden.
Mit der Zeit traf sich bei ihr die Prominenz von Theater, Literatur und Kunst: Rudyard Kipling, Bram Stoker und Oscar Wilde besuchten sie ebenso regelmäßig wie Ellen Terry und ihre Kollegen. Mit dem irischen Politiker und Schriftsteller Justin McCarthy (1830–1912) verband sie bald eine Freundschaft, welche zeit ihres Lebens anhielt und ihr Landsmann Mortimer Menpes (1855–1938) illustrierte viele ihrer Werke.
In den Jahren 1894 bis 1895 besuchte Praed noch einmal ihre Heimat und kehrte über Japan, das sie einige Wochen bereiste, nach Großbritannien zurück. Anfang 1899 lernte sie Nancy Harward, ein Medium kennen und in den folgenden dreißig Jahren entstanden in enger Zusammenarbeit viele Werke, in denen Okkultismus, Reinkarnation bzw. Wiedergeburt immer wieder thematisiert wurde.

### Tod
Ihre letzten Lebensjahre verbrachte Praed in Torquay (Grafschaft Devon). Sie starb kurz vor ihrem 84. Geburtstag am 10. April 1935 und fand dort auch ihre letzte Ruhestätte. Ihr Ehemann war bereits 1901 gestorben, ihre drei Söhne hatte sie durch Unfälle bzw. Suizid verloren; nur ihre Tochter Maud, seit Jahren Patient in einer psychiatrischen Klinik, überlebte sie um sechs Jahre.

## Werke (Auswahl)
Autobiographisches
- My Australian girlhood. Sketches and impressions of bush life. Unwin, London 1902.
- Our book of memories. 1884–1912. Chatto & Windus, London 1912.

Romane
- An australian heroine. Chapman & Hall, London 1880.
- Longleat of Kooralyn or Policy and passion. A novel of Australian Life. Bentley Books, London 1887 (EA London 1881).
- Australian Life. Black and White. Chapman & Hall, London 1885.
- The romance of a station. An Australian story. Chatto & Windus, London 1893.
- Dwellers by the river. Long, London 1902.
- A summer wreath. Long, London 1909.
- A head station. Tauchnitz, Leipzig 1886 (2 Bde., englisch)
- Outlaw and lawmaker. Pandora, London 1988, ISBN 0-86358-223-0 (EA London 1893)
- Mrs. Tregaskiss. A novel of Anglo-Australian life. Appleton, New York 1912.
- Nùlma. Chatto & Windus, London 1897.
- Fugitive Anne. A romance of the Australian Bush. Fenno Publ., New York 1904.
- The ghost. Everett Books, London 1903.
- The maid of the river. An Australian girl's love story. Long, London 1905.
- The luck of the Leura. Long, London 1907.
- Zéro. A story of Monte Carlo. Tauchnitz, Leipzig 1884 (englisch)
  - deutsch: Zéro. Eine Geschichte aus Monte Carlo. Engelhorn, Stuttgart 1884.

Kurzgeschichten
- The Bunyip, in: Coo-ee: Tales of Australian Life by Australian Ladies. Griffith Farran Okeden & Welsh, London 1891
  - deutsch: Der Bunyip, in: Bunyip: Zwielicht ... und andere australische Storys. Balladine Publishing, Köln 2021, ISBN 978-3-945035-48-1.

Theaterstücke
- The bond of wedlock. Pandora, London 1987, ISBN 0-86358-128-5 (EA London 1887)
- As a watch in the night. A drama of waking and dreaming in five acts. London 1900.